# S.E.T. 10
Le S.E.T. 10 (à ne pas confondre avec le monoplace S.E.T. X construit la même année) était un avion militaire de l'entre-deux-guerres, construit en 1932 en Roumanie par la Societatea Pentru Exploatări Tehnice (SET).